# Bob hund

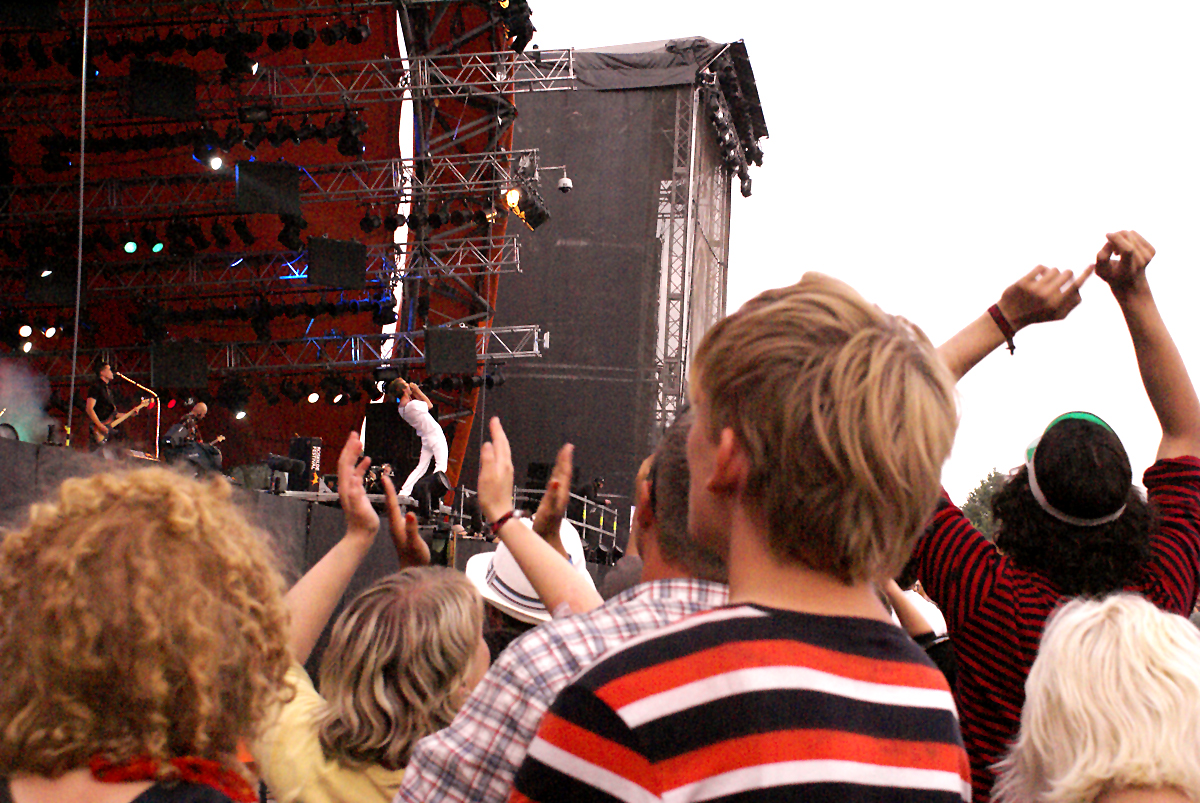
bob hund - Roskilde Festival 2008

bob hund is een zeskoppige rockband uit Zweden. De naam is Zweeds voor Bob Hond. De naam is afkomstig van een tekenfilmfiguur.
De band begon in de herfst van 1991 en had na een half jaar de bezetting die ze vandaag de dag nog steeds hebben. Ze hebben inmiddels meer dan 300 optredens gegeven over heel Scandinavië, waaronder optredens op de festivals Roskilde, Hultsfred, Ruisrock en Quart.
De teksten van de band zĳn in het Zweeds, gezongen met een duidelĳk Skåns accent.

Sinds 2003 proberen de bandleden de Engelstalige markt te veroveren met Bergman Rock. bob hund is daarmee niet opgeheven, maar afgezien van een gelegenheidsconcert in september 2006 is het ongewis of de band nog zal optreden of nieuwe platen uitbrengen.

## Lineup
- Thomas Öberg - Zang
- Johnny Essing - Gitaar
- Conny Nimmersjö - Gitaar
- Mats Hellquist - Bas
- Jonas Jonasson - Toetsen
- Mats Andersson - Drums

## Discografie
Studio-albums
- 1993 - bob hund (EP)
- 1994 - bob hund (Album)
- 1996 - Omslag: Martin Kann
- 1997 - Ett fall & en lösning
- 1998 - Jag rear ut min själ! Allt ska bort!!!
- 1999 - bob hund sover aldrig (live)
- 2001 - Stenåldern kan börja
- 2009 - Folkmusik för folk som inte kan bete sig som folk
- 2010 - Stumfilm (EP)
- 2012 - Låter som miljarder
- 2015  - #bobhundopera (Live)
- 2016 - Dödliga klassiker

Compilaties
- 2002 - Ingenting (Demos uit 1992/1993, alleen op vinyl en te downloaden op www.bobhund.com)
- 2002 - 10 år bakåt & 100 år framåt (compilatie van singles)

## Awards
- 1994 – Swedish Grammy "Best Live Band"
- 1996 – Swedish Grammy "Best Lyrics"
- 1999 – Guldägget (Het Gouden Ei) voor "Best Packaging" van Jag rear ut min själ! Allt skall bort!!!